# Theobald Baumann
Theobald Baumann (Erlenbach, 11 juli 1923 – Aprilia, 16 februari 1944) was een Duitse voetballer, meer bepaald een doelman. 
Als jeugdspeler was hij al actief bij 1. FC Kaiserslautern en speelde daar met latere wereldkampioenen Ottmar Walter en Werner Kohlmeyer. Op 18-jarige leeftijd speelde hij al in het eerste elftal en had een groot aandeel in het winnen van de titel in de Gauliga Westmark in 1941/42. Hierdoor plaatste de club zich voor het eerst voor de eindronde om de landstitel. Na een overwinning op SV Waldhof 07 (7:1), kreeg de club een pak slaag van FC Schalke 04 (3:9), Baumann speelde beide wedstrijden. 
In 1942 ging hij het leger in en was gestationeerd in de buurt van Berlijn. Ook hier speelde hij nog wel enkele wedstrijden. Baumann sneuvelde op 16 februari 1944 bij de slag om Nettuno.